# Henrik Nordenberg
Carl Henrik Nordenberg (født 19. maj 1857 i i Asarums Sogn, Blekinge, død 1928 i Düsseldorf) var en svensk maler, brodersøn af Bengt Nordenberg. 
Han uddannedes på Düsseldorfs Akademi, især under Sohn, og skabte sig et navn ved gode genrebilleder. Ved kunstudstillinger i København 1883 og 1888 var Nordenberg repræsenteret henholdsvis med Skakspillere og Knust.